# 叶选宁
叶选宁（1938年10月—2016年7月10日），又名叶三、岳枫，生于香港，籍贯广东省梅州市梅县区。中華人民共和國政治與軍事人物，中國共產黨籍，中國人民解放軍少將，因意外失去右臂，被稱為獨臂將軍。為葉劍英之子，在紅二代中具影響力。

## 生平
1965年，北京工业学院无线电电子工程系毕业。后在株洲、上饶的电子元件工厂实习。1970年任中国科学院数学研究所华罗庚教学方法推广队队长。
1974年，因工伤事故中右臂整个切断，后被接上但功能丧失；后任国务院侨务办公室副组长、副司长。
1976年，四人帮被逮捕后第六日，叶剑英即派叶选宁看望胡耀邦，當即胡耀邦對葉選寧說：中興偉業，人心為上，請幫我捎三句話給葉帥和華主席。一句是停止批鄧，人心大順﹔二句是冤案一理，人心大喜﹔三句是生產狠狠抓，人心樂開花。
1978年，任国务院副总理、国家经济委员会主任康世恩秘书。
1980年，任沧浪咨询公司董事长。
1984年，任中国国际友好联络会副会长；同年参军，担任中國人民解放軍總政治部聯絡部副部长。1988年，被授予少将军衔。1990年，任总政联络部部长。1993年，任中国凯利实业有限公司董事长、总裁。当时并未徹底撤销了军队经商的决策，凱利實業負責為總政聯絡部賺取資金，此外也負責對台灣的情報工作。
1997年从军队退役。第八届全国政协委员、第九届全国政协常务委员。
2016年7月10日凌晨1:10在廣州逝世，享年77岁，遺體告別儀式於7月14日上午10點整在廣州市殯儀館白雲廳舉行。叶选宁在中共第二代高干子弟中有影响力，甚至有“太子党的精神领袖”之稱。

## 家庭
- 父亲叶剑英元帅。
- 生母曾宪植，曾国藩家族的名门之后。為葉劍英第三任妻子。
  - 妻子钱宁戈，钱益民之女，钱信莎之妹，澳门户口，澳门葡京赌场合资人、画家。
    - 儿子叶弘，夫人江宁 。
    - 女儿叶静子（1975年），丈夫是王京阳（王兵的儿子，王震的长孙）[6]。